# Mindaugas Maksvytis
Mindaugas Maksvytis, (ur. 20 stycznia 1980 w Kłajpedzie), litewski bramkarz.

## Kariera
Swoją karierę rozpoczął w wieku 17 lat w sezonie 1997 - 1998 w miejscowej ekipie Atlantas Kłajpeda, gdzie już w pierwszym sezonie zadebiutował w pierwszej lidze litewskiej. W pierwszym sezonie wystąpił 1 raz, ale zdobył wicemistrzostwo Litwy. Uwagę na niego zwrócili działacze klubu Żalgiris-2 Wilno, który razem ze swoim klubem-matką występował wtedy w 1 lidze, bowiem klub potrzebował 2 bramkarza. Maksvytis znowu na boisku pojawił się tylko raz, puszczając w meczu 2 gole. Ale już w rundzie wiosennej zgłosił się po niego Żalgiris Wilno, w którego barwach wystąpił tylko 1 raz, w dodatku przez 25 minut, ale zdobył mistrzostwo Litwy. W następnym sezonie przeszedł do innego stołecznego klubu - Ardena Wilno, w którego barwach w ekstraklasie wystąpił 7 razy, przepuszczając aż 9 goli, a sam klub spadł po 2 ligi. Następnym klubem Maksvytisa była więc II-ligowa Polonija Wilno, z którą uzyskał awans do ekstraklasy. Po wybraniu Maksvytisa przez tygodnik "Lietuvos Rytas" jako najlepszego bramkarza II ligi litewskiej, bramkarz ten wrócił do Żalgirisu, gdzie w 2002 roku powrócił i wystąpił 21 razy w ekstraklasie, spisując się na ogół bardzo dobrze. Wieść o dobrych występach Maksvytisa szybko się rozniosła i trafiła także do włodarzy Polonii Warszawa, którzy w rundzie wiosennej 2002 - 2003 podpisali z nim kontrakt. Jego sprawdzianem miał być sezonem 2003 - 2004, gdzie jednak przegrał walkę o pierwszy skład z Robertem Gubcem a i sam zawodnik nie wykorzystał powierzonych mu szans. Wystąpił tylko w meczach Pucharu Intertoto przeciwko kazachskiemu Tobołowi Kustanaj przegranym 0:3 i 1:2. Trzeci i ostatni raz w barwach Polonii pojawił się w meczu rozgrywanym w ramach Pucharu Polski, przegranym z Lechem Poznań 1:2. Nic więc dziwnego, że Polonia zrezygnowała z zawodnika, a Maksvytis znalazł nowego pracodawcę - łotewski FK Ryga, gdzie wystąpił w 10 meczach i spisywał się bardzo dobrze. Sam zawodnik jednak nie czuł się dobrze w stolicy Łotwy i wrócił do ojczystego klubu Atlantas Kłajpeda, gdzie w zeszłym sezonie zagrał w 2 meczach.

## Kariera reprezentacyjna
Maksvytis poza występami w reprezentacji Litwy U-18, U-19 i U-21 nie występował w reprezentacji. Maksvytis był co prawda bramkarzem reprezentacji na MME 2000, gdzie jednak Litwa doznała 2 klęsk i oznaczało to powrót do domu: 1:4 z reprezentacją Węgier i 0:4 z reprezentacją Portugalii. Ta przegrana obnażyła braki litewskiego futbolu, a sam Maksvytis stał się niejako kozłem ofiarnym w oczach prasy i stał się ojcem tych porażek.

## Sukcesy
- mistrzostwo Litwy w sezonie 1998 - 1999 z Żalgirisem Wilno
- wicemistrzostwo Litwy w sezonie 1997 - 1998 z Atlantasem Kłajpeda